# Парови (1. сезона)
Парови 1 је прва сезона српског ријалити-шоуа Парови. Сезона се приказивала од 24. децембра 2010. до 24. априла 2011. године на каналу Happy. Трајала је 121 дан. Водитељке прве сезоне су Ана Марковић и Јелена Хелц. Учесници који се такмиче називају се парови.
Победници су Милош Вуковић, каратиста и Зорица Дукић, модел и ријалити учесница који су освојили 50,75% СМС гласова и главну награду у износу од 250.000 евра. Другопласирани су Слађана „Слађа” Делибашић, певачица и Игор Матић, глумац.

## Формат
Парови је такмичарски-шоу у којем група такмичара, названа парови, живи у прилагођеној „вили” (у ствари постављеној у згради канала Happy), непрестано под видео надзором. Док су у вили, такмичари су потпуно изоловани од спољног света, што значи да нема телефона, телевизије, интернета, часописа, новина или контакта са онима који нису у вили. Ово правило би се, међутим, могло прекршити у случају медицинске повреде, породичне нужде или смрти. Формат шоуа углавном се доживљава као друштвени експеримент и захтева да парови комуницирају са другима који могу имати различите идеале, уверења и предрасуде. Иако су закључани у кући, парови могу напустити такмичење. Ако би учесник прекршио правила такмичења, могао би бити избачен из виле. Учесници се такмиче за главну награду чија вредност варира током сезоне. Вила у којој се учесници налазе садржи потпуно опремљену кухињу, двориште, спаваћу собу, купатило, као и велику дневну собу, велики базен и тајну собу. Учесници су углавном из разних држава са Балкана.
Велика вила налази се у београдском делу града, Земуну. Вила садржи велику спаваћу собу са 24 кревета, велику опремљену кухињу, велику дневну собу, две туш кабине, два тоалета, тајну собу, три собе за изолацију, велики базен и велико двориште. Име виле у којој се такмичари налазе је „Вила парова”.
Парови морају да пролазе кроз разне дневне задатке, глуме, певања, цртања и слично. Поред тога, имају разне свакодневне задатке од продукције које им преносе батлер и помоћник у вили. Онај ко најбоље испуни задатак (свађа са партнером или пријатељем, завођење осталих Парова), ослобођен је номинације.
Помоћ паровима пружају батлери, слушкиње, собарице и помоћници који су константно били са њима. Парови су пили и јели из златних посуда, а „газде виле”, Милан Гутовић и Вања Костић, могу да смање или повећају главну награду, казне или награде парове, организују бал и слично.
Такође постоји опција „пар из народа”, где онај ко буде имао највише среће улази са својим партнером у вилу на седам дана и тако сваки пут све до краја.

## Парови
| Име                            | Занимање                  | Резултат       |
| ------------------------------ | ------------------------- | -------------- |
| Милош Вуковић                  | Каратиста                 | Победници      |
| Зорица Дукић                   | Модел и ријалити учесница | Победници      |
| Слађана „Слађа” Делибашић      | Певачица                  | Другопласирани |
| Игор Матић                     | Глумац                    | Другопласирани |
| Данијел Ђурић                  | Певач                     | Треће место    |
| Кристина Спремо                | Манекенка                 | Треће место    |
| Предраг Јовановић „Peđa D'Boy” | Певач                     | Четврто место  |
| Каролина Јовановић             | Тенисерка                 | Четврто место  |
| Милица Мајсторовић             | Певачица                  | Избачени       |
| Ненад Јевремовић               | Ријалити учесник          | Избачени       |
| Ирфан Менсур                   | Глумац                    | Избачени       |
| Срна Ланго                     | Глумица                   | Избачени       |
| Тихомир Арсић                  | Глумац                    | Избачени       |
| Јелена Арсић                   | Глумица                   | Избачени       |
| Милош Мићовић                  | Манекен                   | Избачени       |
| Дорис Турчиновић               | Манекенка                 | Избачени       |
| Александар Коцев               | Певач                     | Избачени       |
| Санела Цицовић                 | Ријалити учесница         | Избачени       |
| Џими Барка                     | Певач                     | Избачени       |
| Александра Тиодоровић          | Ријалити учесница         | Избачени       |
| Душан Ташић                    | Новинар                   | Избачени       |
| Ива Барло                      | Глумица                   | Избачени       |
| Ивана Ковачевић                | Ријалити учесница         | Избачени       |
| Дражен Петровић                | Ријалити учесник          | Избачени       |
| Саша „Сале” Ђуричић            | Ријалити учесник          | Избачени       |
| Ивана Милуновић                | Певачица                  | Избачени       |
| Тијана Дапчевић                | Певачица                  | Изашли         |
| Милан Дапчевић                 | Певач                     | Изашли         |
| Иван Гавриловић                | Певач                     | Избачени       |
| Марина Гавриловић              | Ријалити учесница         | Избачени       |